# Stazione di Napoli Afragola
Stazione di Napoli Afragola egy Olaszországban található vasútállomás Nápoly közelében, amelyet 2017. június 6-án adtak át, és 2017. június 11-től kezdődött meg a menetrendszerű utasforgalom. Az állomás Afragola városában, Nápoly metropolisz területén található, és a Róma–Nápoly nagysebességű vasútvonalon közlekedő összes nagysebességű vonat kiszolgálására lett kialakítva, kivéve azokat, amelyek nem a Napoli Centrale állomáson indulnak vagy végződnek, hanem a Nápoly–Salerno nagysebességű vasútvonalon közlekednek.
A Zaha Hadid brit-iraki építész által tervezett Afragola állomás, amelyet a „Dél kapuja” becenévvel illetnek, Nápoly fontos közlekedési csomópontjának és regionális kapujának számít, és Olaszország déli régiójának egyik fő vasúti csomópontjaként működik, négy nagysebességű vonalat, három régióközi vonalat és egyetlen helyi ingázó vonalat szolgál ki.

## Építése
Az állomást az olasz állami vasúttársaság, a Rete Ferroviaria Italiana (RFI) fejlesztette. 2003-ban szerződést kötöttek Zaha Hadid Architects építészmérnökkel az állomás tervezésére. 2003. november 4-én Zaha Hadid hivatalosan is bemutatta a tervet, amelyet akkor 2009-re terveztek. A projekt részben a költségvetési hiányosságok miatt késett. Egy időben az RFI egy konzorciumnak ítélte oda az állomás építésére vonatkozó 59,5 millió eurós szerződést, de az árral kapcsolatos későbbi viták miatt az RFI újra kiírta az ajánlattételi felhívást. Az építési tevékenység 2015 elejéig megállás nélkül folyt. 2015 februárjában új építési szerződést kötöttek az Astaldi multinacionális építőipari céggel.
Az épületet a kezdetektől fogva a négy vágánya fölött átívelő hídként képzelték el, négy szinttel és 25 méteres maximális magassággal. Az állomás előcsarnokának helyet adó híd alapterülete 20 000 négyzetméter, valamint további 10 000 négyzetméternyi területet biztosít. Az előcsarnok közvetlen az egyes peronok fölé helyezése minimalizálja az utasok gyaloglását, anélkül, hogy az állomás egyik végében lévő közösségeket előnyben részesítené a másikkal szemben.
Az állomás kialakítása reagál a szomszédos üzleti parkra és tájra, hogy ösztönözze a további közeli fejlesztéseket. A négyszintes állomás közintézményeket, kiskereskedelmi üzleteket és várakozóhelyeket foglal magába, miközben tágas és nyitott marad; a fő várakozóhely feletti térben éttermek, bárok és üzletek, valamint egy buszpályaudvar és 1400 parkolóhely kapott helyet.
A külsejét nagyméretű, kanyargós formákat alkotó üvegpanelek jellemzik, amelyek a leírás szerint egy mozgó vonatot idéznek.
Az állomás környezetéhez igazodva a közeli Vezúvra nyílik kilátás. A tervezés a szeizmikus követelményeket úgy vette figyelembe, hogy az épületet 50 méternél nem hosszabb zónákra osztotta; lehetővé téve, hogy a szekciók egyenként mozogjanak egy szeizmikus esemény során.
Jelentős figyelmet fordítottak az állomás általános környezetvédelmi tervezésére, amelyet a Max Fordham mérnöki iroda dolgozott ki. A beszámolók szerint a szerkezet egyik fő célja az volt, hogy a lehető legkisebb legyen az energiafogyasztás, a passzív működés előnyben részesüljön az aktív beavatkozásokkal szemben, és a lehető legkisebb környezeti hatást gyakorolja mind az építési, mind az üzemeltetési fázisban. Ennek a tervezési figyelemnek az egyik fő példája az üvegezett tető, amely belső árnyékolással és akusztikai terelőelemekkel rendelkezik, amelyek korlátozzák a közvetlen napfény és a vakító fény mennyiségét az előcsarnokban, valamint a felesleges hőt a célszerűen kialakított tetőszellőzőkkel elvezetik; ez lehetővé tette a természetes szellőzési gyakorlatok alkalmazását normál körülmények között. Bár az épületben vannak mechanikus szellőztető rendszerek is, mint például a tetőn elhelyezett szellőzőventilátorok, ezeket csak a nyári és téli szélsőséges időszakokban kívánják használni. Ahol reálisan lehetséges volt, a környezetszabályozás passzív eszközeit alkalmazták, beleértve a talajvízzel történő hűtést is. A padokat a kényelem érdekében aktívan hűtik.
Az aktív pályák, különösen a Róma-Nápoly nagysebességű vasútvonal pályái szintén kihívást jelentettek mind a tervezés, mind az építés során, bár ezeken a vonalakon a sebességet 160 km/h-ra korlátozták, miközben áthaladtak az építési területen. Az építési fázisban a működő nagysebességű vonalak jelenléte két különálló és némileg szétválasztott zónára osztotta a helyszínt; az anyagokat és a berendezéseket mindkét oldal között egy meglévő körgyűrűn keresztül kellett szállítani, míg a munkások számára egy meglévő aluljáró szolgált gyalogos átkelőhelyként. Annak érdekében, hogy a nagysebességű vonalat megvédjék a munkálatok közbeni esetleges zavaroktól, egy acélelemekből és fémlemezből álló ideiglenes tetőszerkezetet állítottak fel körülötte. Az állomás felső szintjein az állványzat fedélzetének, a felüljáró gerendáinak és egyéb elemeinek építésénél figyelembe kellett venni a futó vonalak üzemelő villamosítási rendszerét, ami némileg megnehezítette a munkát.
Az állomásépület íves szerkezeti elemeit az építésziroda által kifejlesztett és korábban alkalmazott technológiák felhasználásával építették meg, ezeket elsősorban betonból alakították ki, amelyet előregyártott acélelemekkel alátámasztottak és alakítottak ki, amelyeket CNC-fúrással létrehozott ideiglenes formákkal kombináltak, lehetővé téve az összetett formák, a tartósság és a szilárdság elérését. Az épületinformációs modellezést (BIM) támogató eszközként fogadták el, míg a 3D modellezés hasznosnak bizonyult a folyamatinformációk kommunikálásához a műszaki irodán belül és harmadik felekkel.
20 000 négyzetméternyi matt burkolatot építettek be. Összesen 5000 tonna acélra volt szükség az állványzat fedélzetéhez és az ívelt tetőkhöz, míg 200 km kábelezést és több mint 2000 LED-es lámpát telepítettek 4000 méternyi világítócsőre, amelyeket az acél tetőgerendákba integráltak. A színpadon naponta 330 munkás volt a helyszínen, a csúcsérték 700 volt.

## Megnyitása
2017. június 6-án, öt nappal a hivatalos megnyitó előtt, a Napoli Afragola első szakaszát ünnepélyesen felavatták Paolo Gentiloni olasz miniszterelnök jelenlétében, aki így nyilatkozott a projekt céljáról: „Minden nagy országnak szüksége van nagyszerű projektekre, amelyek ugrást jelentenek előre... Az új afragolai állomás az alapja annak az infrastrukturális programnak, amely a déli régió gazdasági fejlődését hivatott elősegíteni.„ Június 11. óta az állomást naponta 36 nagysebességű vonat szolgálja ki; ezek közül 18 Frecciarossát az állami vasúttársaság, a Trenitalia üzemeltet, 18 Italót pedig a magántulajdonban lévő, nyílt hozzáférésű NTV vállalat. Ezek a tervek szerint együttesen napi 10 000 utast szállítanak. Az állomás további szolgáltatásokkal bővül, például a tervezett növelés 28 vonatra mindkét irányban, amint a régióban további infrastrukturális munkálatok befejeződnek; az állomás második fázisa a tervek szerint 2022 folyamán fejeződik be, hogy egybeessen a Nápoly−Bari nagysebességű vasútvonal megnyitásával.

## Vasútvonalak
Az állomást az alábbi vasútvonalak érintik:
- Róma–Nápoly nagysebességű vasútvonal
- Nápoly–Salerno nagysebességű vasútvonal

## Kapcsolódó állomások
A vasútállomáshoz az alábbi állomások vannak a legközelebb:
- Stazione di Napoli Centrale